# Mehrkörpersystem
Ein Mehrkörpersystem (MKS) ist ein mechanisches System von Einzelkörpern, die untereinander durch Gelenke oder Kraftelemente (z. B. Federn, Dämpfer) gekoppelt sind und unter dem Einfluss von Kräften stehen. Obwohl ein Mehrkörpersystem auch unbeweglich sein kann, beschreibt man mit dem Begriff üblicherweise ein System, dessen Teile sich gegeneinander bewegen können.
In der Mehrkörperdynamik wird die Dynamik eines Mehrkörpersystems mit Hilfe der Kinematik, eines Teilgebiets der Mechanik, mathematisch formuliert. In vielen Fällen sind die sich ergebenden Gleichungen nicht geschlossen lösbar, so dass die Dynamik nur über eine Mehrkörpersimulation zugänglich ist.
In diesem Artikel wird ein Überblick über einige wichtige Aspekte von Mehrkörpersystemen gegeben. Allerdings haben sich Ende der 1990er Jahre viele neuere Teilgebiete entwickelt (Optimierung, Sensitivitätsanalyse, Robotik, Regelung, Automobile und Schienenfahrzeuge u. a.), die nicht in diesem Artikel Platz gefunden haben.

## Anwendungsgebiete
Mehrkörpersysteme werden zur Modellierung der Bewegung von (Teil-)Körpern in technischen Anwendungen eingesetzt:
- Robotik
- Fahrzeugsimulation (Fahrdynamik, Reifen, Komfortverbesserung, Gewichtsreduktion u. a.)
- Simulation von Motoren, Getriebe, Kettentriebe, Riementriebe, u. a.
- Simulation von Fördermaschinen, speziell Papiermaschinen
- Partikelsimulation (z. B. Sand)
- Biomechanik (Bewegungsoptimierung, Prothesen, Gehhilfen u. a.)
- Luftfahrtindustrie (z. B. Start/Landemanöver von Flugzeugen, Rotor eines Hubschraubers)
- Simulation von Schiffen und anderen, schwimmenden Körpern (hydrodynamische Kopplung durch Wellen)
- Weltraumforschung (z. B. Satelliten)
- Militärische Anwendungen

## Beispiel
Die nachfolgende Abbildung zeigt ein typisches Beispiel eines Mehrkörpersystems. Dieses System wird auch Kurbeltrieb (englisch slider-crank) genannt. In diesem Beispiel wird ein Starrkörper für die angetriebene Kurbel verwendet, der ein drehbar gelagertes Pleuel antreibt und schließlich die Endmasse (konzentrierte Masse) bewegt. Die Endmasse kann sich nur innerhalb der Führung bewegen. Es sind 3 Drehgelenke eingebaut, eines zwischen Kurbel und Inertialsystem, eines zwischen Kurbel und Pleuel und eines zwischen Pleuel und Endmasse.

## Begriffe
Unter einem Körper versteht man einen festen oder flexiblen Körper im mechanischen Sinne (also nicht mit dem mathematischen Körper oder menschlichen Körper zu verwechseln). Ein Körper ist hier beispielsweise ein Arm eines Roboters, das Lenkrad eines Autos, aber auch der Unterarm eines Menschen. Gelenke bilden bewegliche Verbindungen zwischen Körpern. Man kann sich z. B. anhand eines Gelenks im menschlichen Körper oder am Beispiel eines Gelenkes in einer Maschine oder auch in einem Auto vorstellen.
In der Mehrkörperdynamik sind zwei weitere Begriffe von zentraler Bedeutung: Freiheitsgrad und Zwangsbedingung.

### Freiheitsgrad
Im Sinne eines mechanischen Körpers stellt die Anzahl der Freiheitsgrade die Zahl der voneinander unabhängigen Bewegungsmöglichkeiten dar. Ein starrer Körper besitzt 6 Freiheitsgrade bei allgemeiner räumlicher Bewegung, davon 3 Translationsfreiheitsgrade und 3 Rotationsfreiheitsgrade. Betrachtet man nur die Bewegung eines Körpers (und aller seiner Punkte) in einer Ebene, so hat dieser Körper nur noch 3 Freiheitsgrade: 2 Translationsfreiheitsgrade und einen Rotationsfreiheitsgrad.
Beispiel
Beim Betrachten eines Körpers im Raum, z. B. der Computermaus, kann man die drei Translationsfreiheitsgrade einfach durch die Bewegungen links-rechts, vor-zurück, auf-ab darstellen. Die drei Freiheitsgrade der Rotation des Körpers (der Computermaus) werden durch Rotation um die Achsen, entlang derer die Translation verläuft (z. B. um die Längsachse der Maus bei der Translation Vor-Zurück), beschrieben.

### Zwangsbedingung
Zwangsbedingungen stellen eine Einschränkung der Bewegungsmöglichkeiten von Körpern dar. Zwänge können sowohl zwischen zwei Körpern als auch zwischen einem Körper und einem Fixpunkt im Raum aufgebracht werden. Entgegen der Annahme im Link "Zwangsbedingungen" können nicht nur Massenpunkte einem Zwang unterliegen. Eine Zwangsbedingung kann in einem Mehrkörpersystem auch auf Verdrehungen, Geschwindigkeiten (auch Winkelgeschwindigkeiten) und Beschleunigungen angewandt werden.

## Bewegungsgleichungen
Die Bewegung des Mehrkörpersystems wird mit den Bewegungsgleichungen beschrieben, welche aus dem 2. Newtonschen Axiom und den zusätzlichen Zwangsbedingungen resultieren.
Die Bewegung eines Starrkörpersystemes lässt sich folgendermaßen ausdrücken:
{\displaystyle {M(q)}{\ddot {q}}-{Q}_{v}+{C_{\mathrm {q} }}^{T}{\lambda }={F},}
{\displaystyle {C}({q},{\dot {q}})=0.}
Diese Formulierung wird auch mit dem Begriff redundante Koordinaten bezeichnet. Hierbei stellen die generalisierten Koordinaten {\displaystyle \mathbf {q} } die Freiheitsgrade der nicht unter Zwang stehenden Körper dar, {\displaystyle \mathbf {M} (\mathbf {q} )} ist die Massenmatrix, welche von den generalisierten Koordinaten abhängen kann, {\displaystyle \mathbf {C} } beschreibt die Zwangsbedingungen und {\displaystyle \mathbf {C_{\mathrm {q} }} } ist die Ableitung der Zwangsbedingungen nach den generalisierten Koordinaten. Das Symbol {\displaystyle \mathbf {\lambda } } bezeichnet in dieser Formulierung der Bewegungsgleichungen die Lagrange'schen Multiplikatoren. Geht man von einem einzigen Körper aus, so kann man die generalisierten Koordinaten aufteilen in
{\displaystyle \mathbf {q} =\left[\mathbf {u} \quad \mathbf {\Psi } \right]^{T}}
wobei {\displaystyle \mathbf {u} } die Translationen beschreibt, und {\displaystyle \mathbf {\Psi } } die Rotationen beschreibt.

### Quadratischer Geschwindigkeitsvektor
Der Ausdruck {\displaystyle \mathbf {Q} _{\mathrm {v} }} stellt den quadratischen Geschwindigkeitsvektor dar, welcher sich zufolge der Ableitung der Gleichungen von der kinetischen Energie ergibt. Dieser Term hängt von den gewählten Rotationsparametern ab.

### Lagrange'sche Multiplikatoren
Die Lagrange'schen Multiplikatoren {\displaystyle \lambda _{\mathrm {i} }} sind je einer Zwangsbedingung {\displaystyle C_{\mathrm {i} }=0} zugeordnet und stellen zumeist Kräfte oder Momente dar, welche in Richtung des gesperrten Freiheitsgrades wirken, allerdings keine Arbeit leisten.

### Zwangsbedingungen und Gelenke
Gelenke werden in der allgemeinsten Beschreibungssprache für Mehrkörpersysteme mittels Zwangsbedingungen ausgedrückt.
Wie bereits erwähnt, können Zwangsbedingungen sowohl für Verschiebungen und Verdrehungen als auch für die zeitlichen Ableitungen dieser Größen verwendet werden.
Man unterscheidet vorerst holonome und nicht-holonome Zwangsbedingungen, eine genauere Beschreibung wird im Abschnitt Zwangsbedingung gegeben. Für Mehrkörpersysteme ist es wichtig, dass übliche Gelenke wie zylindrisches Gelenk, Kugelgelenk, prismatisches Gelenk etc. unter holonome Zwangsbedingungen fallen.

### Minimalkoordinaten
Die Bewegungsgleichungen werden mit redundanten Koordinaten beschrieben, welche aufgrund der Zwänge nicht voneinander unabhängig sind. Es ist unter bestimmten Voraussetzungen möglich, dass man diese Formulierung in ein System mit nicht-redundanten, also voneinander unabhängigen Koordinaten und ohne Zwangsbedingungen, überschreibt. Diese Transformation ist grundsätzlich nicht möglich wenn die verbundenen Körper einen geschlossenen Ring (Schleife) aufweisen oder wenn es sich nicht um einfache holonome Gelenke handelt. Dennoch kann man auf ein System mit der kleinstmöglichen Anzahl von Koordinaten übergehen, indem man Zwänge nur an bestimmten unvermeidbaren Stellen einfügt und an den übrigen Stellen nicht-redundante Koordinaten verwendet. Eine mögliche Art der Formulierung mit Minimalen Koordinaten ist die sogenannte rekursive Formulierung.

## Kommerzielle Software
Es gibt verschiedene Arten von kommerzieller Software für die Mehrkörpersystemsimulation wie z. B. Simcenter Motion von Siemens PLM, RecurDyn von FunctionBay, ThreeParticle/CAE von BECKER 3D, ADAMS von MSC Software bzw. durch den Unternehmenskauf jetzt ein Bestandteil von Hexagon, DS Simulia von Simpack bzw. durch den Unternehmenskauf jetzt ein Bestandteil von Dassault Systems, das Multibody Dynamics Module von COMSOL Multiphysics.